# Liste der Abkürzungen antiker Autoren und Werktitel/Z
| Abk. Autor    | Autor                 | Autor                                    | Edition         |
|               | Abk. Werk             | Werktitel                                | Deutscher Titel |
| ------------- | --------------------- | ---------------------------------------- | --------------- |
| Zach          | Sacharja (Zacharias)  | Sacharja (Zacharias)                     |                 |
| Zef           | Zefanja               | Zefanja                                  |                 |
| Zen.          | Zenon                 | Zenon                                    |                 |
| Zenob.        | Zenobios (Sophist)    | Zenobios (Sophist)                       |                 |
| Zenod.        | Zenodotos von Ephesos | Zenodotos von Ephesos                    |                 |
| Zenodot.      | Zenodotos von Troizen | Zenodotos von Troizen                    |                 |
| Zeph          | Zefanja               | Zefanja                                  |                 |
| Zon.          | Zonas                 | Zonas                                    |                 |
| Zon. (Zonar.) | Zonaras               | Zonaras                                  |                 |
| Zos.          | Zosimos               | Zosimos                                  |                 |
|               | alch.                 | alchemistra                              |                 |
|               | hist.                 | historia nova Ἱστορία νέα (Historía néa) |                 |

| Legende zu den Farben der Autoreneinträge | Legende zu den Farben der Autoreneinträge | Legende zu den Farben der Autoreneinträge | Legende zu den Farben der Autoreneinträge                                                      |
| ----------------------------------------- | ----------------------------------------- | ----------------------------------------- | ---------------------------------------------------------------------------------------------- |
|                                           | Autor                                     | Autor                                     | Autorenabkürzung                                                                               |
| SW                                        | Sammelwerk                                | Sammelwerk                                | Sammlung oder Sammelwerk (sowohl moderne als auch antike)                                      |
| AN                                        | Anonym                                    | Anonym                                    | Schrift eines einzelnen, unbekannten Autors                                                    |
| BS                                        | Biblische Schrift                         | Biblische Schrift                         | Schrift des AT oder NT (auch Apokryphen)                                                       |
| RS                                        | Rabbinische Schrift                       | Rabbinische Schrift                       | Mischna, Talmud und sonstige hebräische, nichtbiblische Schrift                                |
| X                                         | Sonstiges                                 | Sonstiges                                 | Abkürzung von Lexikon, Referenz- oder Nachschlagewerk, Schriftreihe etc.; allgemeine Abkürzung |